# Magnétorésistance géante
Pour les articles homonymes, voir GMR.
La magnétorésistance géante (en anglais, Giant Magnetoresistance Effect ou GMR) est un effet quantique observé dans les structures de films minces composées d'une alternance de couches ferromagnétiques et de couches non magnétiques communément appelées multicouches.
Elle se manifeste sous forme d'une baisse significative de la résistance observée sous l'application d'un champ magnétique externe. Dans la découverte initiale, les deux couches ferromagnétiques adjacentes ont en l'absence de champ magnétique appliqué une aimantation antiparallèle qui résulte d'un couplage antiferromagnétique. Un champ magnétique externe induit un renversement d'aimantation : les aimantations respectives des deux couches s'alignent et la résistance de la multicouche décroît brutalement.
L'effet se produit parce que le spin des électrons du métal non magnétique se répartit équitablement de façon parallèle et antiparallèle, et subit ainsi une diffusion magnétique moins importante lorsque les couches ferromagnétiques sont aimantées de façon parallèle.

## Découverte

Reproduction des résultats de Fert et al.

En 1988, la magnétorésistance géante est découverte, dans des couches monocristallines, par deux équipes indépendantes : 
- celle d'Albert Fert, de l'Université de Paris-Sud-Orsay en France,
- celle de Peter Grünberg au Centre de recherche de Jülich en Allemagne[2].

Le 9 octobre 2007, Albert Fert et Peter Grünberg ont reçu conjointement le Prix Nobel de physique pour leur découverte de la magnétorésistance géante. Ces travaux fondamentaux ont permis le développement d’un nouveau champ de recherches en nanotechnologie, la spintronique (ou électronique de spin), qui exploite les propriétés quantiques du spin de l’électron. La spintronique guide les électrons en agissant sur la rotation de leur spin au lieu d’agir sur leur charge électrique.

## Premières applications
Une équipe de recherche d'IBM menée par Stuart Parkin a réalisé la même expérience sur des couches polycristallines en 1989, ouvrant ainsi la voie à des applications suffisamment économiques pour envisager des applications commerciales. En particulier, l'une des applications possibles était l'utilisation de la GMR pour réaliser un capteur de champ magnétique, et ainsi proposer un nouveau type de tête de lecture dans les disques durs d'ordinateurs. Le premier dispositif utilisant la magnétorésistance géante a été commercialisé par IBM en décembre 1997.
Depuis 1999 environ, les recherches portent sur l'emploi de nanofils organisés en multicouches, mais également sur l'emploi de nombreux types de matériaux nanostructurés (agrégats, nanoparticules piégées dans des substrats diélectriques, etc.).

## Formulation mathématique
La magnétorésistance est la dépendance de la résistance électrique d'un échantillon sous l'effet d'un champ magnétique externe. Numériquement, elle est caractérisée par :
{\displaystyle \delta _{H}={\frac {R(H)-R(0)}{R(0)}}}
où R(H) est la résistance de l'échantillon dans un champ magnétique H, et R(0) la résistance en l'absence de champ magnétique. Cette expression peut parfois se trouver sous une autre forme, avec l'expression des résistivités électriques à la place des résistances, un signe différent pour δH, et elle est parfois normalisée par R(H) plutôt que R(0).
Le terme « Magnétorésistance géante » indique que la valeur de δH pour des structures multicouches est significativement supérieure à la magnétorésistance d’anisotropie, qui a typiquement une valeur de quelques pourcents,.
Le premier modèle mathématique décrivant l’effet de magnétisation sur la mobilité des porteurs de charges dans les solides, lié au spin de ces porteurs, date de 1936.
La preuve expérimentale de l’influence du champ magnétique sur δH est connue depuis les années 1960. À la fin des années 80, la magnétorésistance anisotropique avait été bien étudiée,, mais les valeurs correspondantes de δH ne dépassaient pas quelques pourcents. L’augmentation de δH a été rendue possible grâce à la maîtrise des techniques de superposition de couches minces de quelques nanomètres d’épaisseur, comme l’épitaxie par jets moléculaires, qui permet la fabrication de couches avec une précision allant jusqu’au niveau atomique.

## Expérimentation et interprétation
Fert et Grünberg ont étudié la résistance électrique de structures composées de matériaux ferromagnétiques et non ferromagnétiques. Plus spécifiquement, Fert a travaillé sur les films multicouches et Grünberg découvrit en 1986 l’interaction d’échange antiferromagnétique entre les couches Fe/Cr.
Le travail de découverte de l’effet de magnétorésistance géante a été effectué par deux groupes sur des échantillons légèrement différents. Le groupe de Fert a utilisé des super-réseaux (001)Fe/(001)Cr dans lesquels les couches de Fe et de Cr ont été déposées dans une enceinte sous vide, sur un substrat de (001)GaAs à 20 °C et les mesures de magnétorésistance ont été prises à basse température (à 4,2 K). Le travail de Grünberg a été réalisé sur des multicouches de Fe et Cr sur du (110)GaAs à température ambiante.
Sur les multicouches de Fe/Cr avec des couches de fer de 3 nm d’épaisseur, augmenter l’épaisseur des couches non magnétiques de Cr de 0.9 à 3 nm a diminué le couplage anti-ferromagnétique entre les couches de Fe et a réduit le champ de démagnétisation. Celui-ci a aussi diminué en passant de 4,2 K à la température ambiante. Changer l’épaisseur des couches non-magnétiques a mené à une réduction significative de la magnétisation résiduelle due à la boucle d’hystérésis. La résistance électrique a augmenté jusqu’à 50 % grâce au champ magnétique externe à 4,2 K. Fert nomma le nouvel effet Magnétorésistance géante, pour mettre en évidence ses différences avec la magnétorésistance anisotrope. L’expérience de Grünberg a mené à la même découverte, mais l’effet était moins prononcé (3 % au lieu de 50 %), dû au fait que l’échantillon était à température ambiante plutôt qu’à basse température
Les découvreurs ont suggéré que l’effet est basé sur la dépendance de la dispersion des électrons par rapport au spin dans le super-réseau, particulièrement sur la dépendance de la résistance des couches vis-à-vis des orientations relatives des spins des électrons et de magnétisation,. La théorie de la magnétorésistance géante pour différentes directions du courant a été développée dans les années suivantes. En 1989, Camley et Barnas ont calculé la géométrie du courant dans le plan (CIP), où le courant circule dans le sens des couches, dans l’approximation classique, tandis que Levy et al. ont utilisé le formalisme quantique. La théorie de la magnétorésistance pour un courant perpendiculaire aux couches (courant perpendiculaire au plan ou géométrie CPP), connue comme la théorie Valet-Fert, a été publiée en 1993. Les applications favorisent la géométrie CPP car elle fournit un ratio de magnétorésistance plus grand (δH) donc résultant en une sensibilité du composant plus importante.

## Théorie
Dans les matériaux magnétiques, la résistance électrique est liée à la diffusion des électrons dans la structure magnétique du cristal, qui est formée par les domaines de Weiss (zones dans la matière où l’aimantation est uniforme dans une direction donnée). La diffusion des électrons dépend de l’orientation relative du spin électronique des électrons par rapport à l’aimantation du matériau : elle est plus faible lorsque les orientations sont parallèles et plus forte lorsque les orientations sont antiparallèles ; elle est relativement forte dans l’état paramagnétique, dans lequel les moments magnétiques des atomes ont des orientations aléatoires.
Pour les bons conducteurs tels que l’or ou le cuivre, le niveau de Fermi est compris entre les bandes s et p, et la bande d est totalement remplie. Dans les matériaux ferromagnétiques, la dépendance de la diffusion électron-atomes en fonction de l’orientation de leurs moments magnétiques est liée au remplissage de la bande responsable des propriétés magnétiques du métal, par exemple la bande 3d pour le fer, le nickel ou le cobalt. La bande d des matériaux ferromagnétiques est divisée, car elle contient un nombre différents d’électrons avec des spins positifs ou négatifs. Par conséquent, la densité d’états électroniques au niveau de Fermi est également différente pour des spins orientés dans des directions opposées. Pour les spins électroniques minoritaires, les bandes sp et d sont mélangées et le niveau de Fermi se situe dans la bande d. La bande hybridée spd possède une haute densité d’états, ce qui résulte en une plus grande diffusion et donc un libre parcours moyen plus court pour les spins négatifs que pour les spins positifs. Typiquement le libre parcours moyen est de 7 nm dans Ni80Fe20 lorsque les électrons ont des spins alignés selon l’aimantation d’une couche mince, et de 0,7 nm pour des spins opposés à l’aimantation d’une couche mince et donc fortement diffusés.
Selon la théorie de Drude, la conductivité est proportionnelle au libre parcours moyen l, qui va de quelques nanomètres à quelques dizaines de nanomètres dans les couches fines métalliques.
Dans certains matériaux, l’interaction entre les électrons et les atomes est plus faible quand leurs moments magnétiques sont antiparallèles plutôt que parallèles. Une combinaison de ces deux types de matériaux peut résulter en un effet appelé magnétorésistance géante inverse,.

## Différents types de phénomènes GMR

### Magnétorésistance géante dans les multicouches
Au moins deux couches ferromagnétiques sont séparées par un film ultra-mince (environ 1 nanomètre) de métal non ferromagnétique (par exemple, deux couches de fer séparées par du chrome : Fe/Cr/Fe). Pour certaines épaisseurs, le couplage RKKY entre les couches ferromagnétiques adjacentes devient un couplage antiferromagnétique : au niveau énergétique, il devient préférable pour les couches adjacentes que leurs aimantations respectives s'alignent de façon antiparallèle. La résistance électrique du dispositif est normalement plus grande dans le cas anti-parallèle, et la différence peut atteindre plusieurs dizaines de pourcents à température ambiante. Dans ces dispositifs, la couche intermédiaire correspond au second pic antiferromagnétique dans l'oscillation antiferromagnétique-ferromagnétique du couplage RKKY.
La magnétorésistance géante a été observée pour la première fois à Orsay dans une configuration multicouche Fe(3nm)/Cr(0.9nm).

### Magnétorésistance géantespin-valve

GMR «spin-valve»

Deux couches ferromagnétiques sont séparées par une couche non magnétique (environ 3 nm), mais sans couplage RKKY. Si le champ coercitif des deux électrodes ferromagnétiques est différent, il est possible de les commuter indépendamment. Ainsi, on peut réaliser un alignement parallèle ou antiparallèle, et la résistance doit être plus grande dans le cas antiparallèle. Ce système est parfois appelé spin-valve, car il permet de contrôler le spin des électrons qui transitent.
La magnétorésistance géante par spin-valve est celle qui présente le plus d'intérêt industriel et commercial. C'est la configuration utilisée dans les têtes de lecture des disques durs des ordinateurs.

### Magnétorésistance géante granulaire
La magnétorésistance géante granulaire est un phénomène se produisant dans les précipités solides de matériaux magnétiques dans une matrice non magnétique. En pratique, la GMR granulaire est uniquement observée dans des matrices de cuivre contenant des granules de cobalt. La raison en est que le cobalt et le cuivre sont non miscibles, et il est donc possible de créer le précipité solide en refroidissant rapidement un mélange en fusion de cuivre et de cobalt. La taille des granules dépend de la vitesse de refroidissement et du post-recuit. Les matériaux montrant une magnétorésistance géante granulaire ne semblent en 2005 pas capables de reproduire des effets aussi importants que ceux présentés par leurs homologues formés de multicouches.

## Applications
Le phénomène de magnétorésistance géante est très utilisé dans les têtes de lecture GMR des disques durs modernes. Les mémoires magnétiques non volatiles (ou MRAM) en sont une autre application. Cette technologie est très prometteuse pour remplacer un certain nombre de disques durs sous la forme de SSD.